# Le Bosc, Ariège
Le Bosc là một xã ở tỉnh Ariège, thuộc vùng Occitanie ở phía tây nam nước Pháp.